# تريزا ديويت
تريزا ديويت (بالإنجليزية: Theresa DeWitt)‏ هي لاعبة رماية أمريكية، ولدت في 15 أبريل 1963.

## وصلات خارجية
- تريزا ديويت على موقع أوليمبيديا (الإنجليزية)